# Meomyia albiceps
Meomyia albiceps är en tvåvingeart som först beskrevs av Macquart 1848.  Meomyia albiceps ingår i släktet Meomyia och familjen svävflugor. Inga underarter finns listade i Catalogue of Life.